# براندنبورغ
براندنبورغ (بالألمانية: Brandenburg) هي إحدى ولايات ألمانيا الست عشرة. كانت قبل الوحدة الألمانية عام 1990 إحدى ولايات جمهورية ألمانيا الديمقراطية.

## الجغرافيا
الولاية تقع في شرق ألمانيا، وتحيط بالعاصمة برلين من كل الجهات. لها حدود أيضاً مع بولندا، وولايات ميكلينبورغ-فوربومرن وساكسونيا وساكسن أنهالت. أهم الأنهار التي تمر بالولاية: نهر شبريه ونهر أودر الذي يشكل حدودًا طبيعية مع بولندا.

## التقسيم السياسي وأهم المدن
، عدد سكانها 2.531.071 نسمة (في 31 ديسمبر 2020)، وتحتل بذلك المرتبة العاشرة بين الولايات الألمانية من حيث عدد السكان. الولاية مقسمة إلى 14 دائرة قروية و 254 دوائر مدنية.
أهم المدن: فرانكفورت أودر وكوتبوس.

## الاقتصاد والبنية التحتية
يعتمد اقتصاد براندنبورغ بالأساس على الزراعة والثروة الحيوانية. المناطق الصناعية بالولاية تتركز حول برلين.

## التعليم والثقافة
جامعة بوتسدام هي أهم جامعة بالولاية.
معالم قصر سانسوسي الشهيرة ببوتسدام تجذب آلاف السياح سنوياً.

## معرض صور

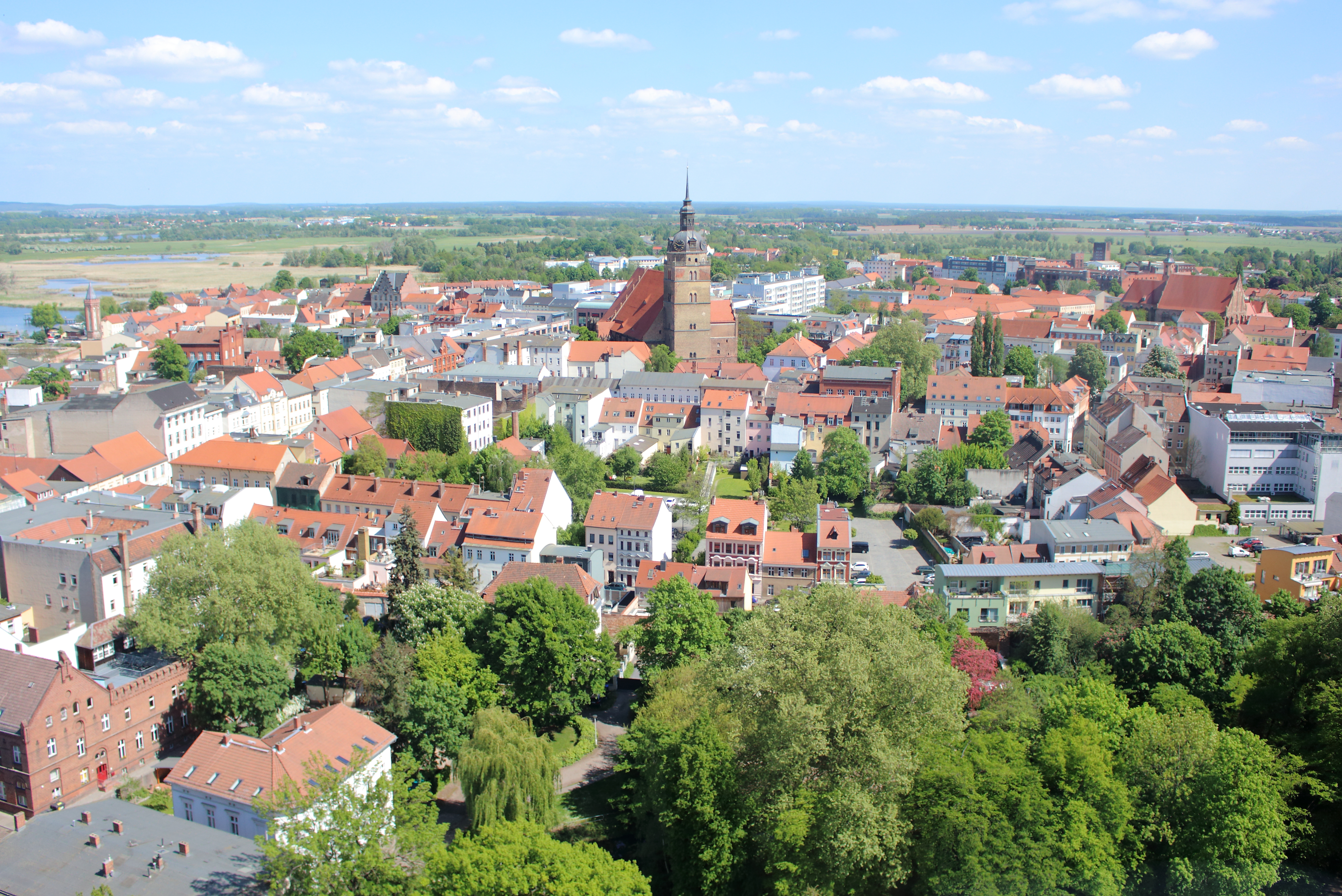
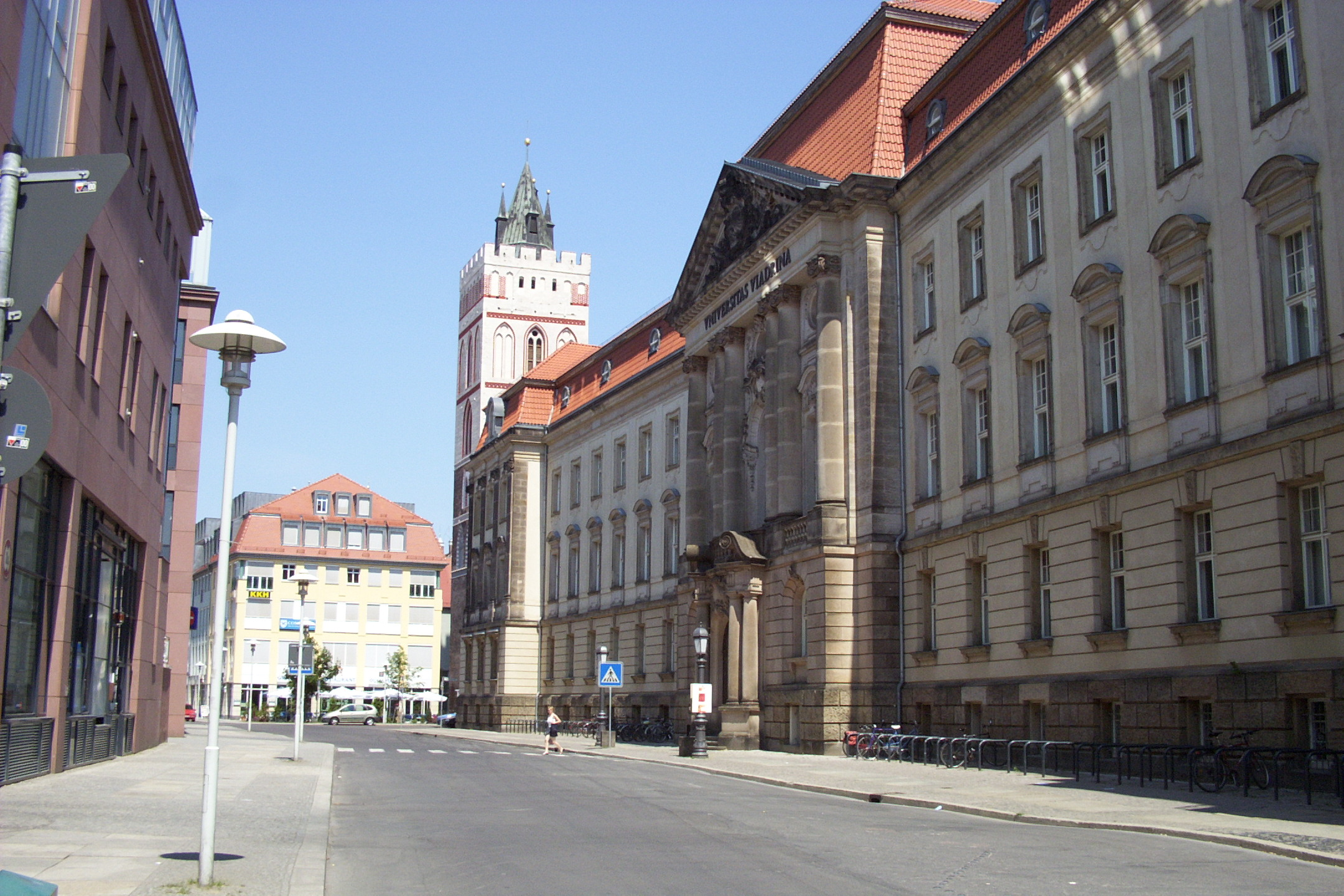
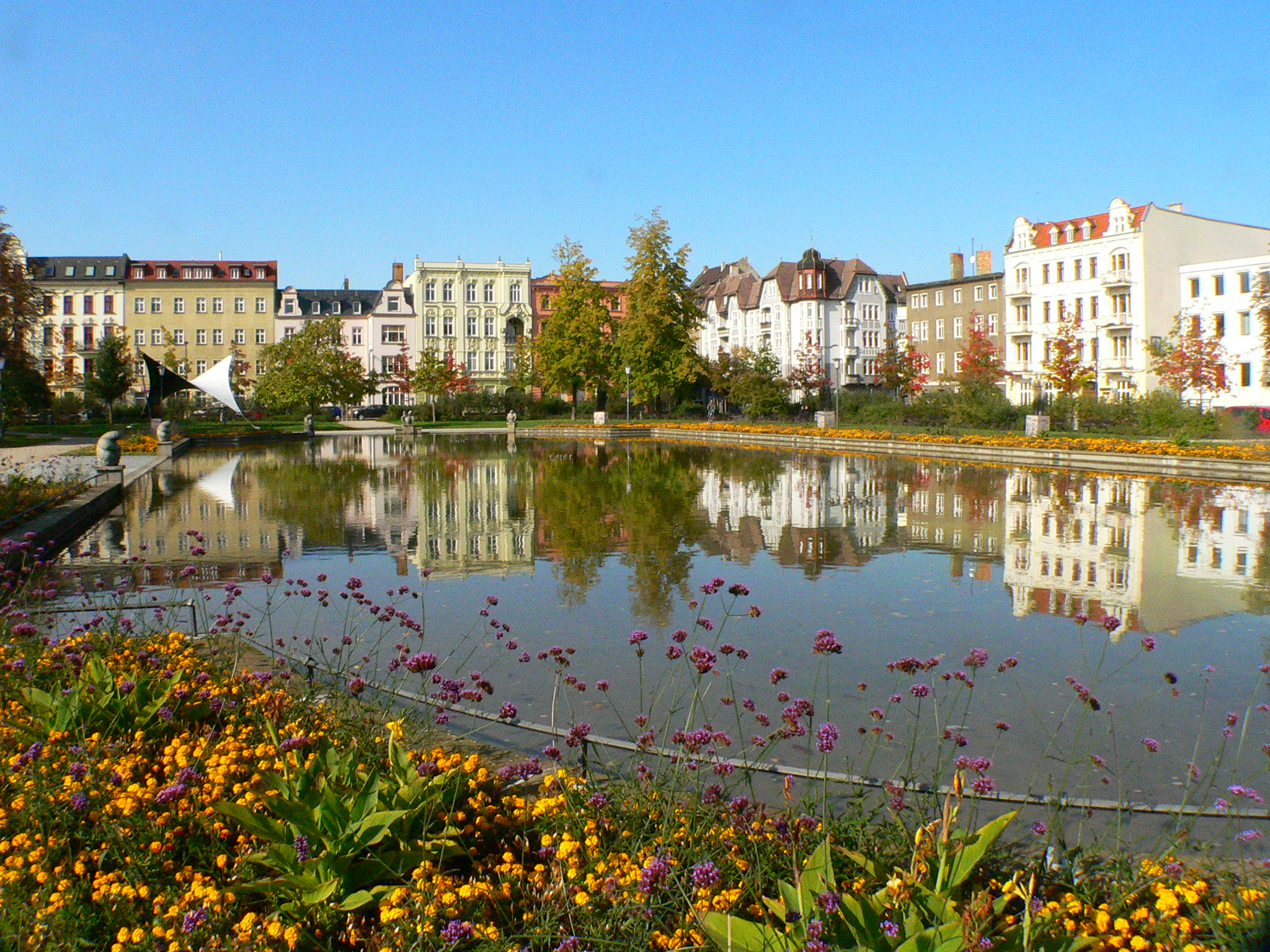
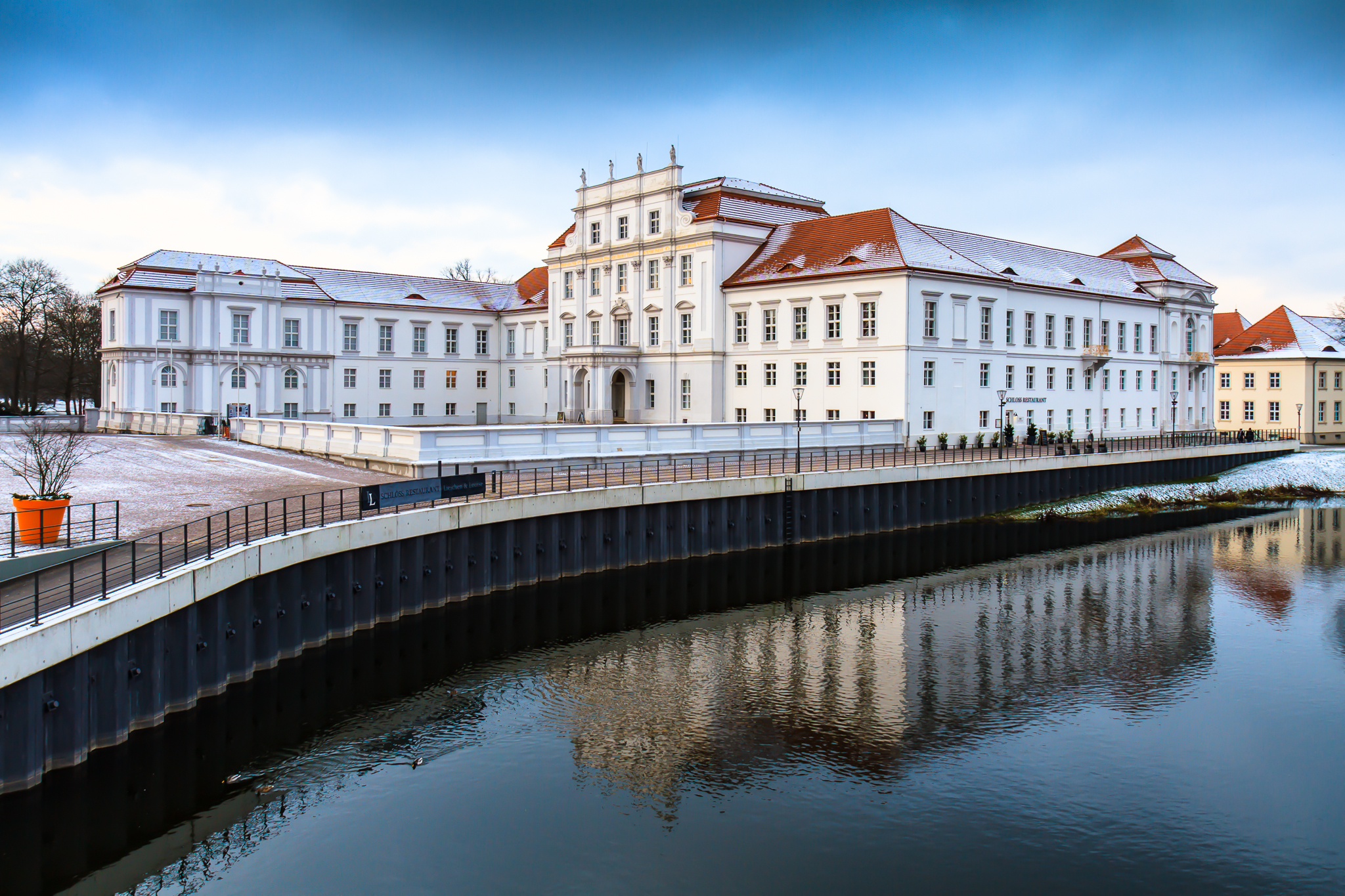
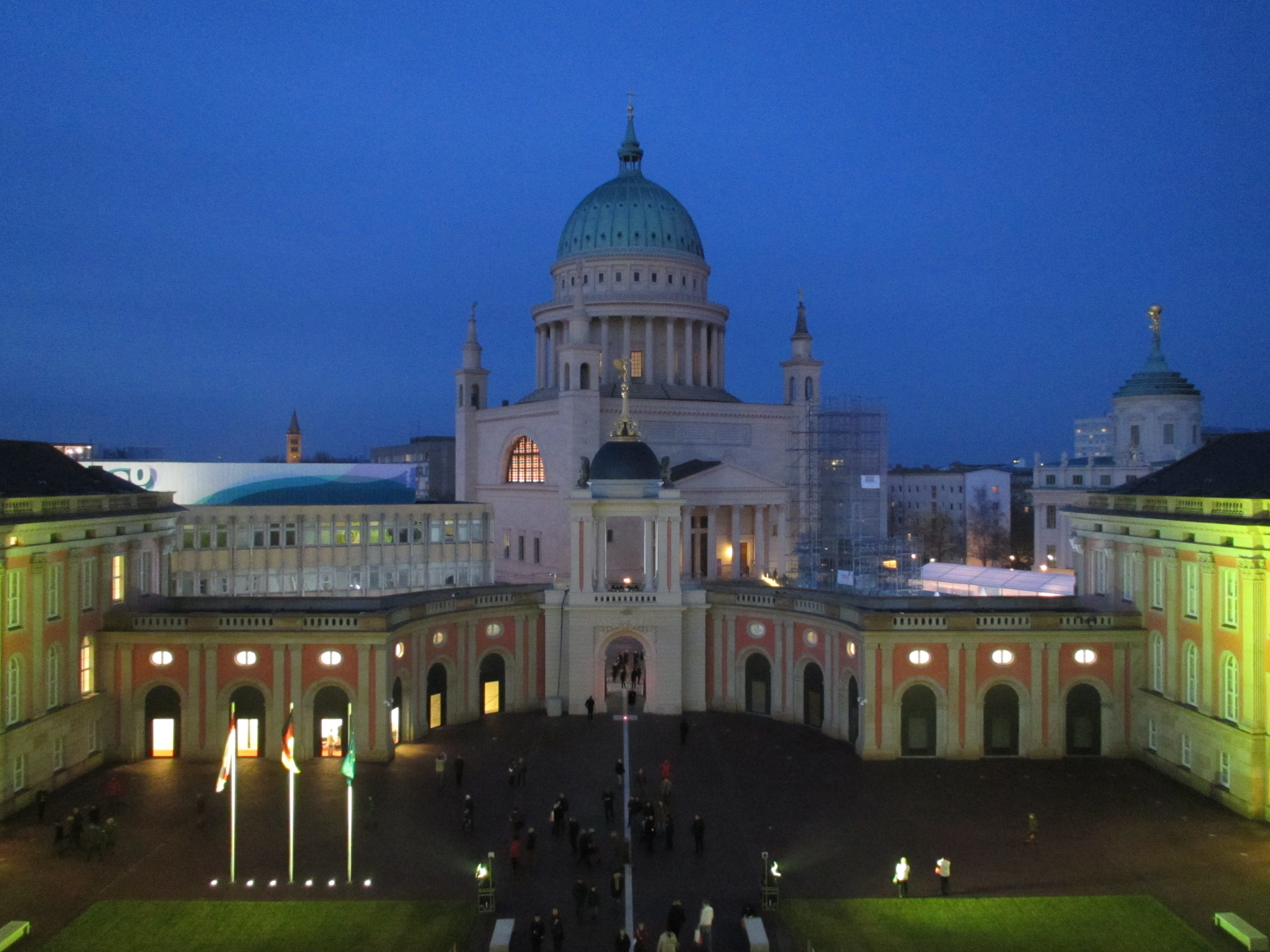

## توأمة
لبراندنبورغ اتفاقيات توأمة مع:
- سايتاما (1 أغسطس 1999 - )

## أعلام
- والثر أرندت
- ماريون مايكل
- غرهارت دوماك
- ديتر نول
- فرانز جاكوب

## وصلات خارجية
موقع براندنبورغ الرسمي: 
- Offizielle Website des Landes Brandenburg
- Offizielle Tourismusseite des Landes Brandenburg
- Offizielle Standortseite des Landes Brandenburg
- Offizielle Website zum 850-jährigen Jubiläum der Mark Brandenburg
- Geschichtslandschaft Brandenburg
- Kulturportal für das Land Brandenburg
- Veröffentlichungsblätter des Landes Brandenburg
- Landesvermessung und Geobasisinformation Brandenburg